# Нерозлучник рожевощокий
Нерозлучник рожевощокий (Agapornis roseicollis) — вид папуг. Рожевощокого нерозлучника у 1818 році вперше описав Луї Жан П'єр В'єйо.

## Поширення
Мешкає у країнах південної Африки, в основному, у Південній Анголі. Тримаються ці папуги невеликими зграями, до 20 особин. Для житла вибирають рівнини, невеликі височини біля водоймищ, савани.

## Опис
Нерозлучник рожевощокий — маленький папуга міцної статури. У його оперенні присутні безліч різних яскравих кольорів. Основний із них — трав'янисто-зелений. Шия, верх крил, частина спинки і тім'я розбавлені яскраво-зеленим пір'ям. Короткий гострий хвіст і низ спини рясніють блакитним і синім. Животик і грудка птаха ніжного світло-зеленого кольору. Передня частина голови (маска) персикового кольору, горло і шия трохи світліші. Невеликий дзьоб забарвлений у світлий колір, до кінчика стає темнішим, трохи жовтуватим. Райдужка очей темно-коричнева. Ноги сірі, часто із зеленуватим відтінком.
Довжина тіла дорослого папуги 17 см. Хвіст у нього порівняно короткий — 5 см. Вага не перевищує 60 грамів.
За розміром самець і самиця практично однакові. Єдине, що їх відрізняє одне від одного — яскравість оперення. У самки воно трохи світліше. Молоді представники виду також забарвленні не надто яскраво.

## Спосіб життя
Рожевощокі нерозлучники — дуже активні птиці. Вдень вони галасливими зграями перелітають з дерева на дерево, гучними голосами порушуючи спокій природи. Швидкість польоту може досягати 60 км/год. Також ці птахи відмінно пересуваються по вертикальній поверхні — вони спритно чіпляються кігтиками і дзьобом, при цьому махаючи крилами.

### Живлення
Живиться рожевощокий нерозлучник ягодами, фруктами, насінням чагарників і соняшнику, горіхами, зерном. На жирування птахи збираються у великі групи, не менше 100 особин. Дуже часто вони знищують посіви на полях, завдаючи людям чималої шкоди.

### Розмноження

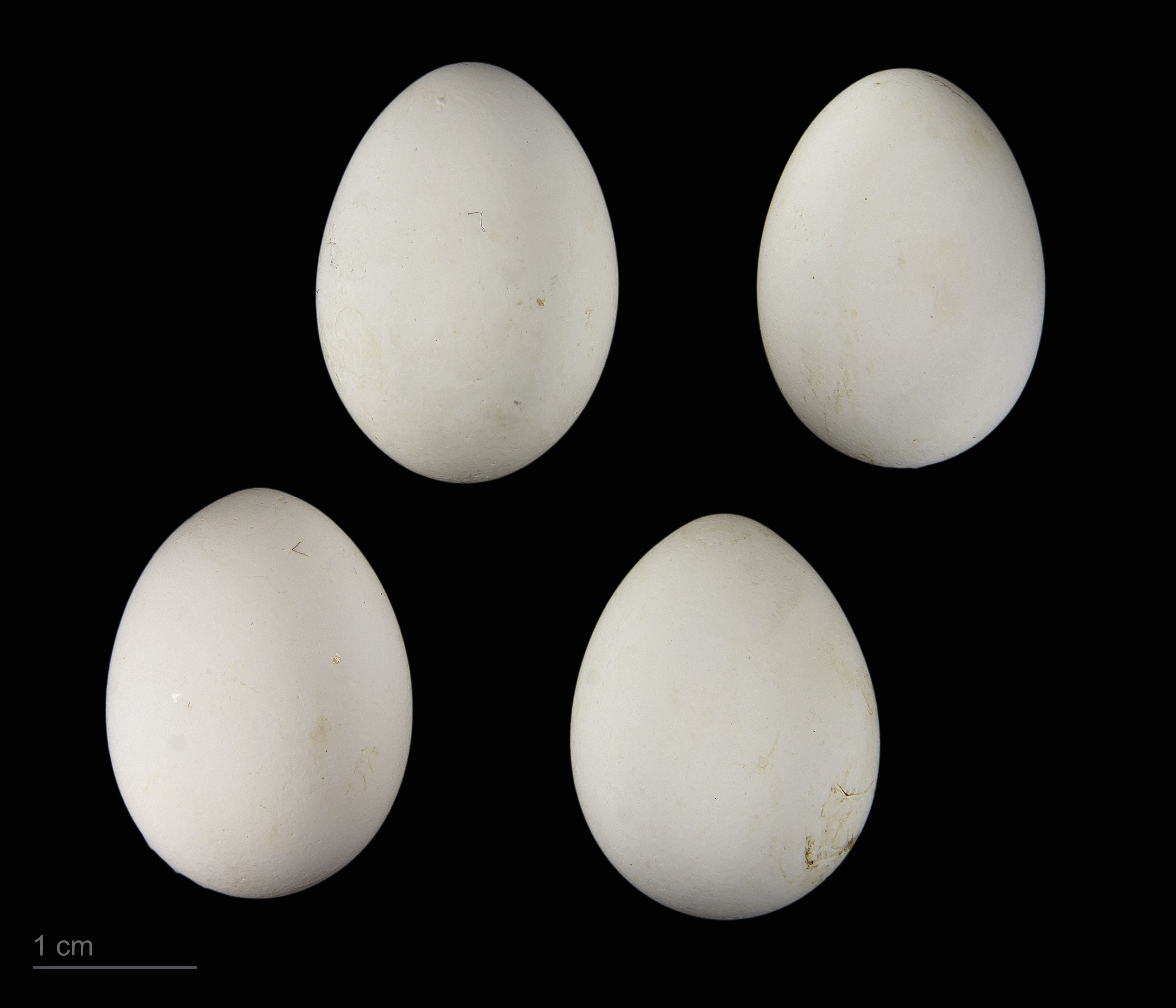
яйце Agapornis roseicollis - Тулузький музей

Рожевощокий нерозлучник влаштовує гнізда в ущелинах скель, дуплах, покинутих гніздах інших птахів. У будівництві житла бере участь тільки самиця. Для цього вона приносить під пір'ям листя, гілочки і травинки. З цих матеріалів вона в'є кулясте гніздо. Самець в будівництві участі не бере. Весь цей час він займається здобування їжі та охороною самиці.
Статеве дозрівання цих папуг настає до десяти місяців життя. В одній кладці у самиці буває від чотирьох до шести білих яєць. Висиджує вона їх близько трьох тижнів. Пташенята з'являються сліпими, з рідкісним м'яким пушком. За 40 днів вони вкриваються оперенням і готуються покинути гніздо. Після цього їх ще пару тижнів годує самець.

## Утримання
Найрозповсюдженіший із даного роду вид у любителів утримання папуг в клітці. Зазвичай їх, як і всіх нерозлучників, утримують парами, але якщо утримувати по одному, то рожевощокі нерозлучники швидко стають ручними і можуть навчитися говорити кілька слів. Тривалий час нерозлучників вважали нездатними до навчання, але в останні роки все частіше з'являються повідомлення про нерозлучників, що навчилися розмовляти.

## У культурі
За всю історію існування виду штучно було виведено близько 60 форм різних кольорів. Найпопулярнішими серед них можна назвати білого, строкатого, фіолетового, оливкового і кремового рожевощокого нерозлучника. Крім відмінностей у забарвленні, вони абсолютно однакові.

## Галерея

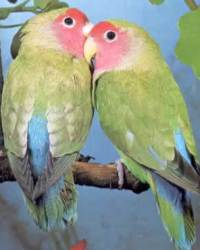
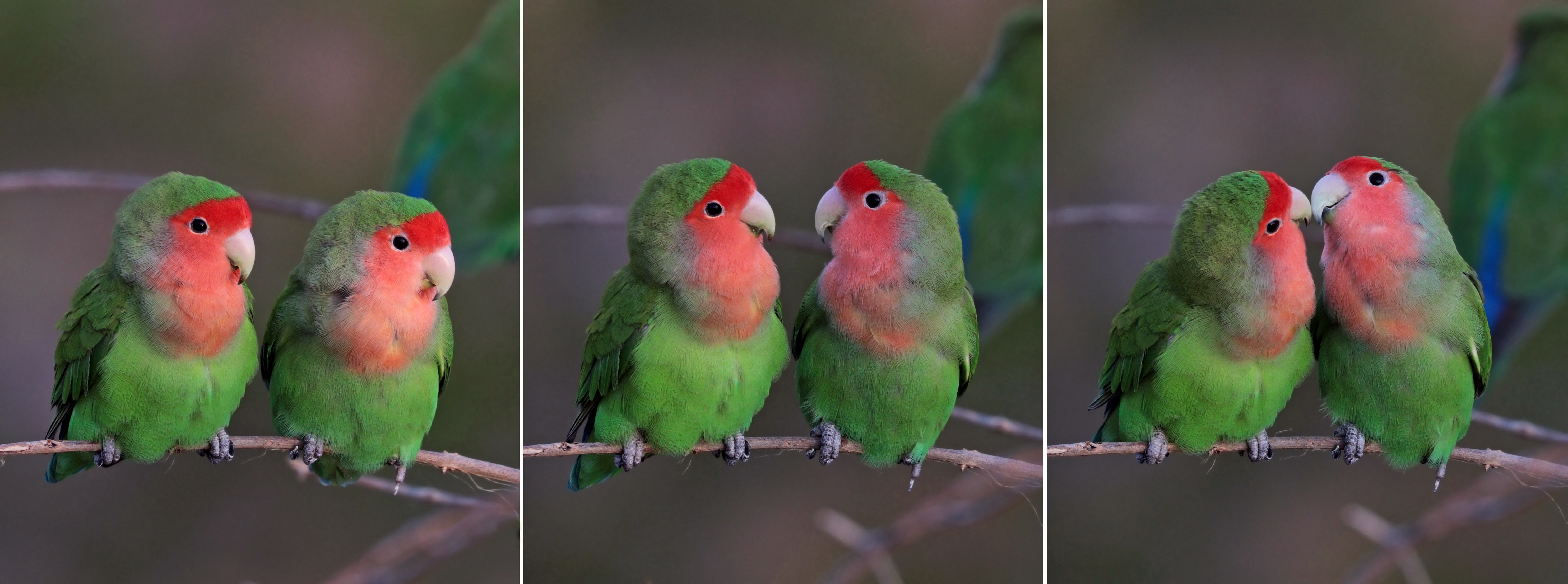
Пара нерозлучників із Намібії
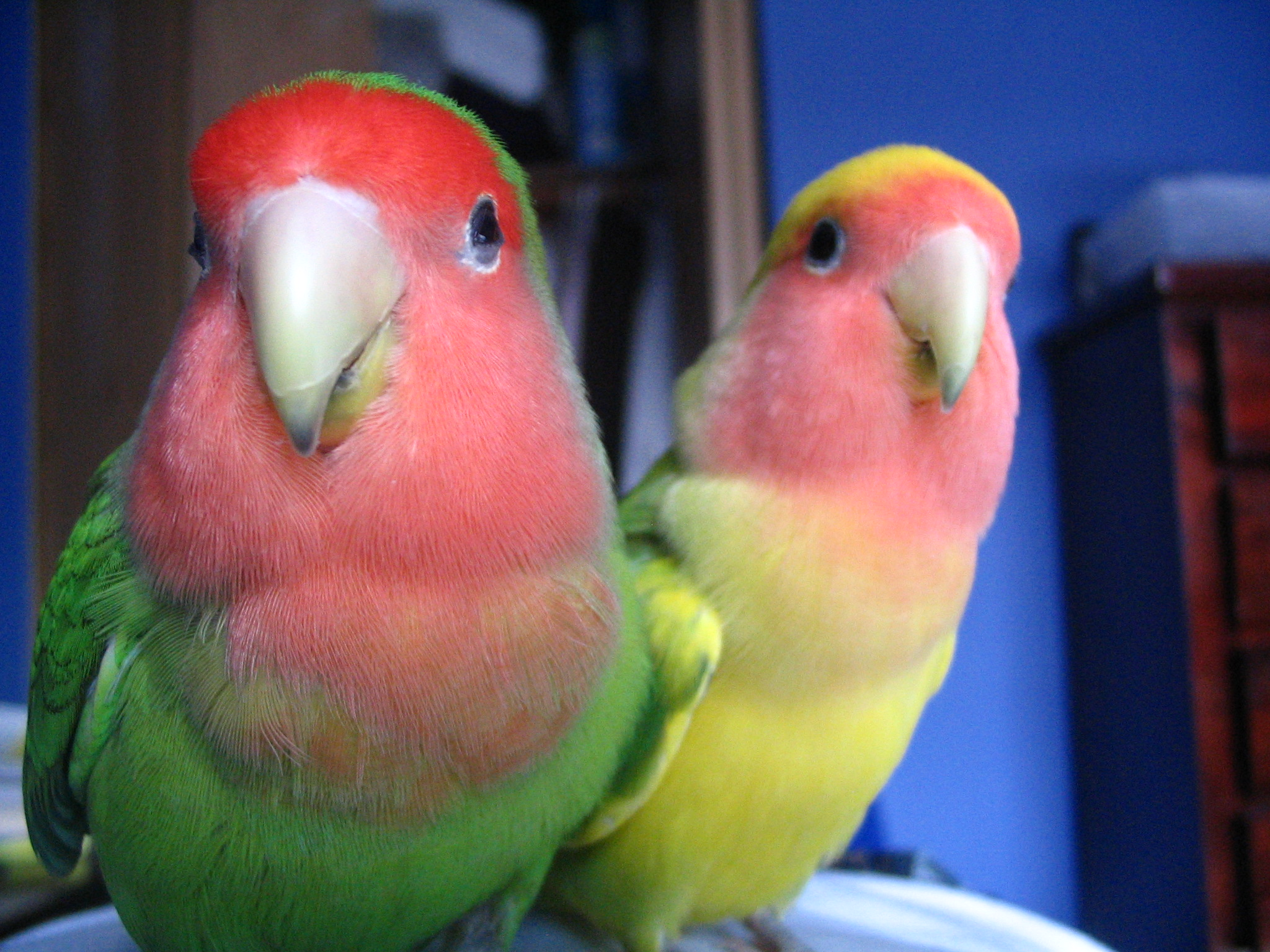
Зелений і жовтий підвиди нерозлучників
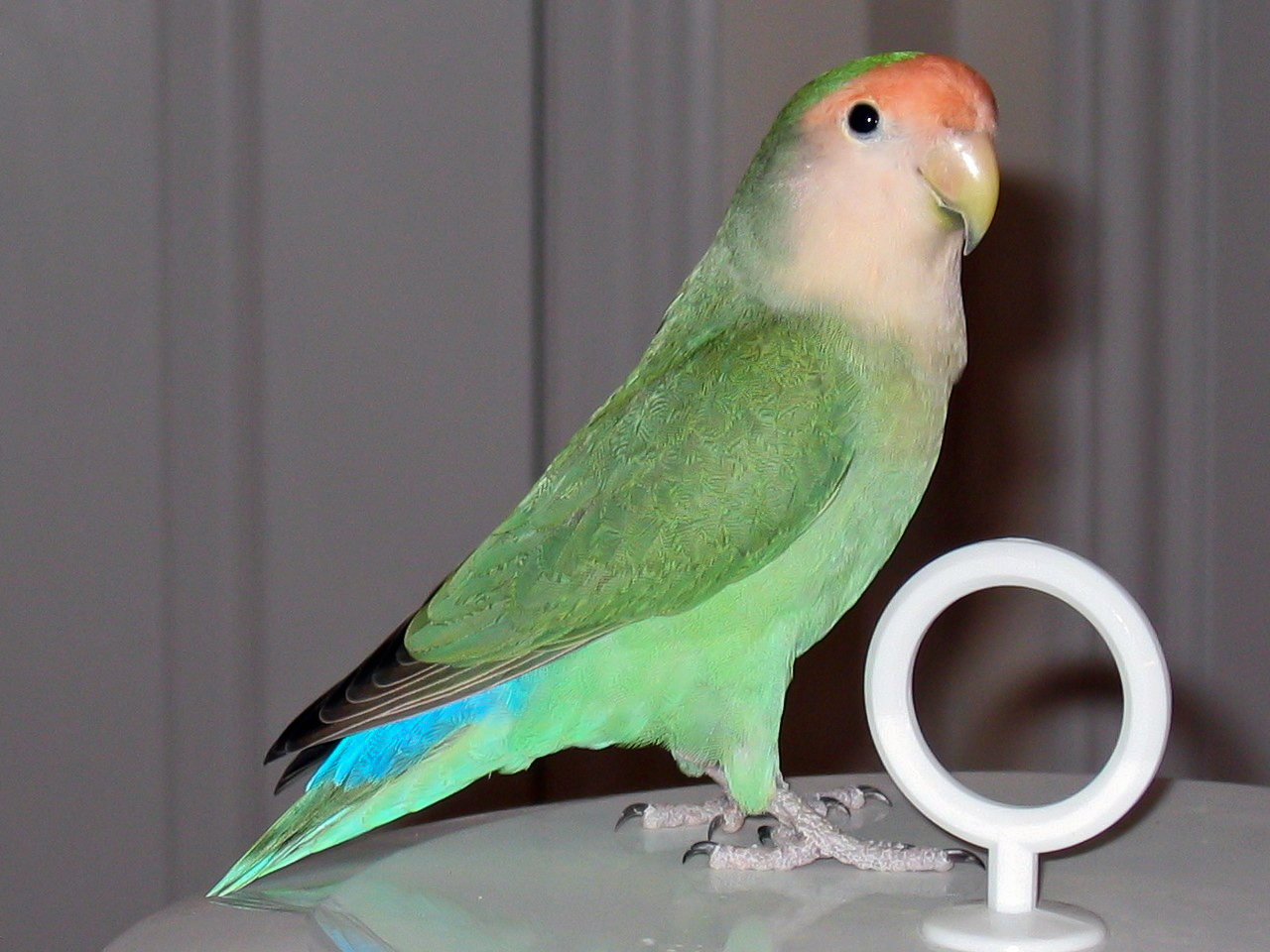
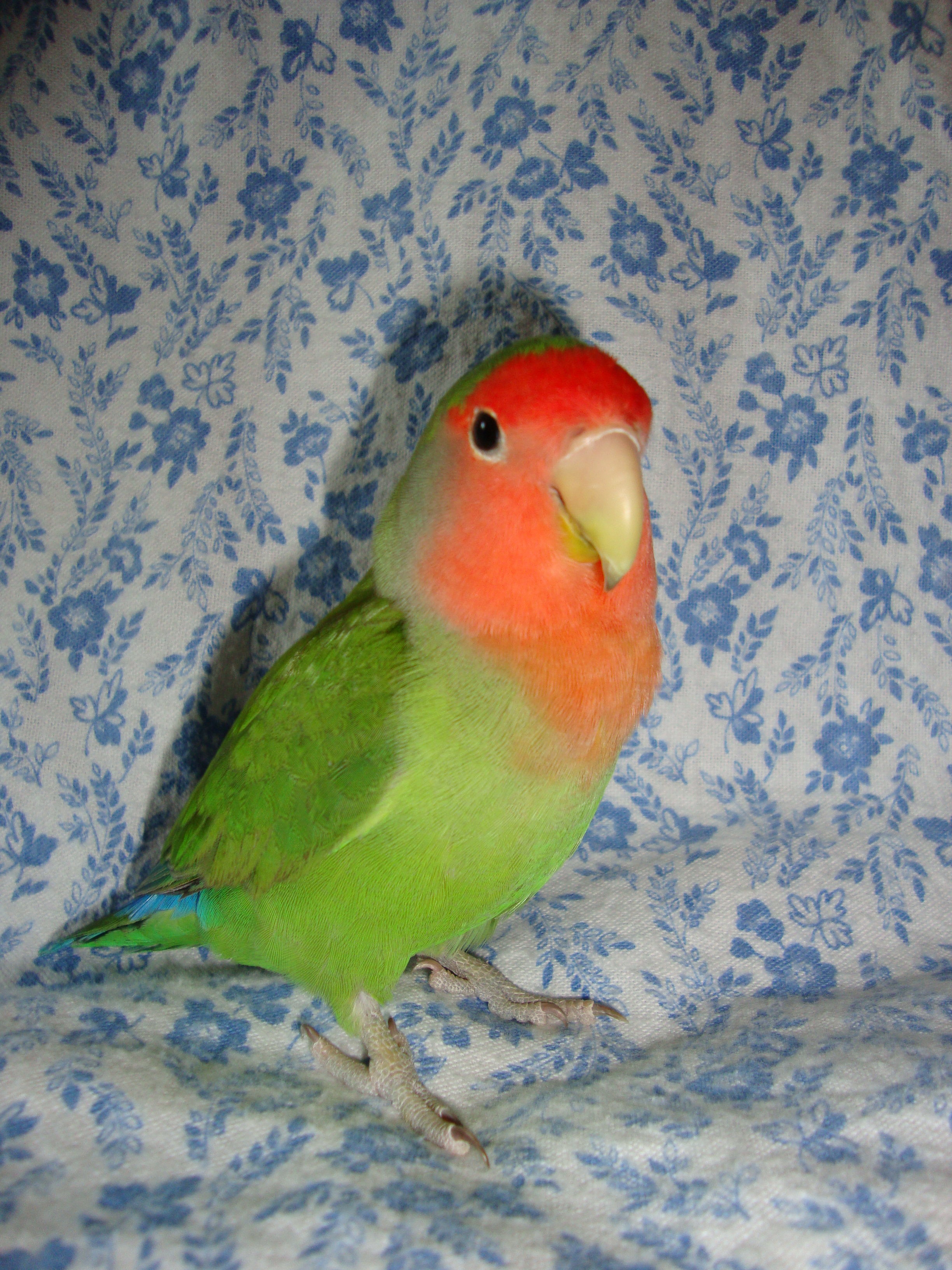
Статевозрілий самець